# Diaspidiotus kuwanai
Diaspidiotus kuwanai är en insektsart som beskrevs av Takahashi 1952. Diaspidiotus kuwanai ingår i släktet Diaspidiotus och familjen pansarsköldlöss. Inga underarter finns listade i Catalogue of Life.